# 주한 유럽 상공회의소
주한유럽상공회의소(ECCK)는 대한민국에서 사업을 운영하거나 대한민국과 관련된 유럽 기업들을 지원하기 위해 설립된 비영리, 비정치 단체이다. 이 상공회의소의 주요 목표는 회원들에게 한국의 비즈니스 및 규제 환경에 관한 정보, 커뮤니케이션 및 접근을 제공하는 것이다.
ECCK 본부는대한민국 서울특별시 중구 한강대로에 위치해 있으며, 지부는 부산광역시 부산진구 서전로에 있다.

## 역사
ECCK는 대한민국 산업통상자원부에 등록함으로써 2012년 12월 3일 공식적으로 비영리, 비정치 단체로 설립되었다. ECCK는 한국 정부의 어떤 부서와도 관련이 없다.

### 이사회
이사회는 회장, 부회장, 이사, 회계 담당자, 수탁자 등 9명의 선출된 인원으로 구성된다. 이사회는 ECCK를 감독하고 정책 결정을 내리는 역할을 한다.

### 행사
ECCK는 지식 공유를 위해 산업 관련 컨퍼런스 및 세미나를 개최한다. 정보 교환 및 비즈니스 관계를 장려하기 위해 공식 및 비공식 네트워킹 행사가 주최된다. 또한 ECCK는 한국을 방문하는 유럽 경영진 및 관계자들에게 첫 접촉 지점 역할을 한다.

### 출판물
정보 교환 플랫폼으로서 ECCK는 회원들에게 한국의 현재 시장 상황, 주요 규제 문제 및 주목할 만한 사회적 동향을 알리기 위해 출판물을 배포한다. 또한 상공회의소는 한국의 비즈니스 환경에 대한 설문조사를 실시하고 업계 전문가 의견을 수집하기 위한 인터뷰를 진행한다.
- ECCK 백서[7]
- 비즈니스 신뢰도 조사[8]
- ECCK 연결 (분기별 잡지)[9]
- 월간 뉴스레터[10]